# 粗皮单棘鲀
粗皮鲀（学名：Rudarius ercodes）为革鲀科粗皮單棘魨屬的鱼类，俗名迪仔、剥皮。分布于日本南部东京及长崎、朝鲜南部以及南海沿海等。该物种的模式产地在东京、横滨、三崎、長崎等地。